# Cressac-Saint-Genis
Cressac-Saint-Genis ist eine Ortschaft und eine ehemalige französische Gemeinde mit 157 Einwohnern (Stand: 1. Januar 2018) im Département Charente in der Region Nouvelle-Aquitaine. Sie gehörte zum Arrondissement Angoulême und zum Kanton Charente-Sud. Die Einwohner werden Cressacais genannt.

## Geografie
Cressac-Saint-Genis liegt etwa dreißig Kilometer südsüdwestlich von Angoulême.

## Geschichte
1973 wurden Cressac und Saint-Genis zusammengeschlossen.
Mit Wirkung vom 1. Januar 2017 wurden die früheren Gemeinden Blanzac-Porcheresse und Cressac-Saint-Genis zur Commune nouvelle mit dem Namen Côteaux du Blanzacais zusammengelegt und haben in der neuen Gemeinde den Status einer Commune déléguée inne. Der Verwaltungssitz befindet sich im Ort Blanzac-Porcheresse.

## Bevölkerungsentwicklung
| Jahr                       | 1962 | 1968 | 1975 | 1982 | 1990 | 1999 | 2006 | 2013 | 2018 |
| -------------------------- | ---- | ---- | ---- | ---- | ---- | ---- | ---- | ---- | ---- |
| Einwohner                  | 117  | 127  | 162  | 150  | 128  | 125  | 150  | 154  | 157  |
| Quellen: Cassini und INSEE |      |      |      |      |      |      |      |      |      |

## Sehenswürdigkeiten
- Kirche Notre-Dame
- Kirche Saint-Genis
- Kapelle der Komturei des Tempelritterordens aus dem 12. Jahrhundert, seit 1914 Monument historique

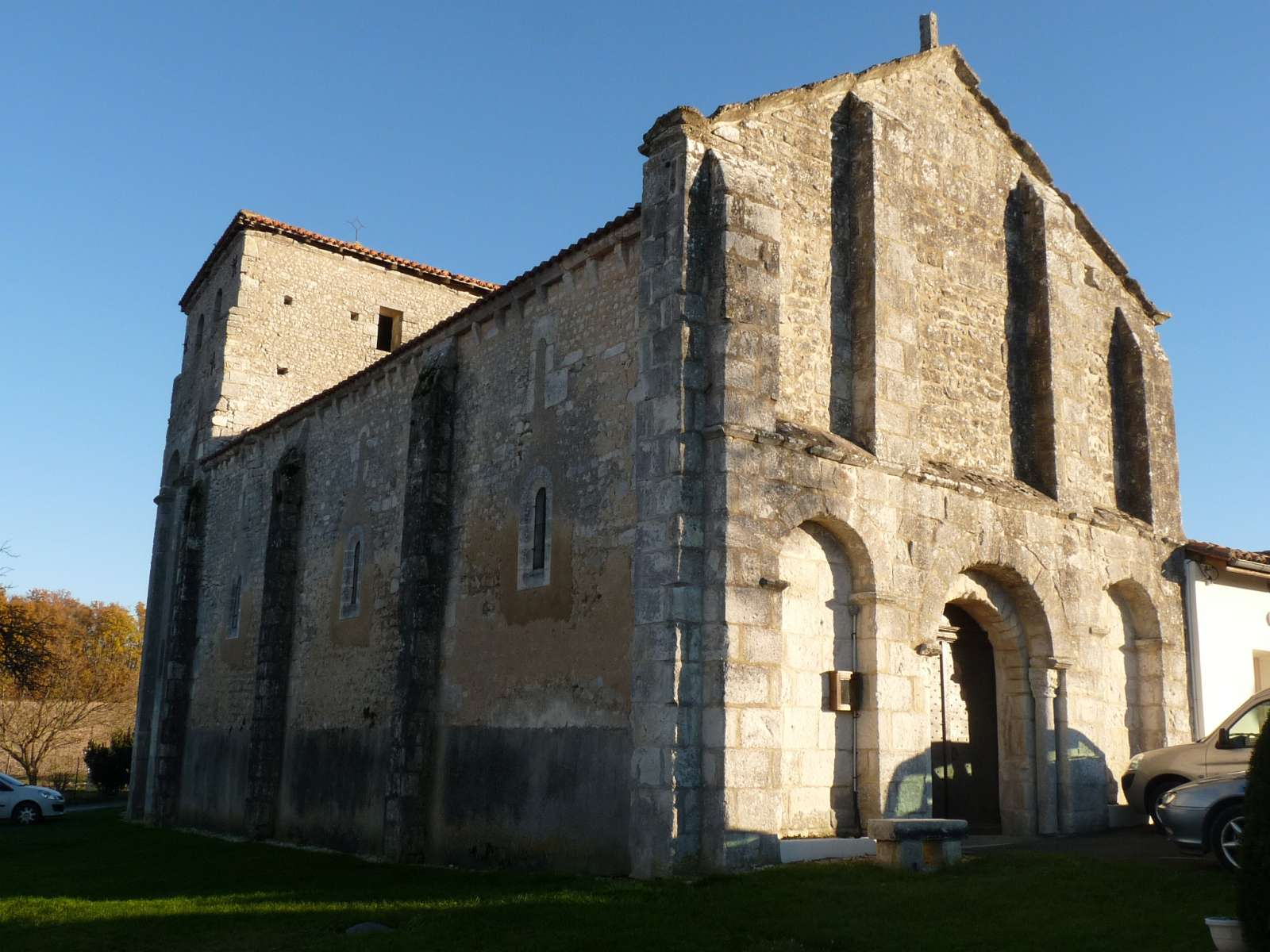
Kirche Notre-Dame
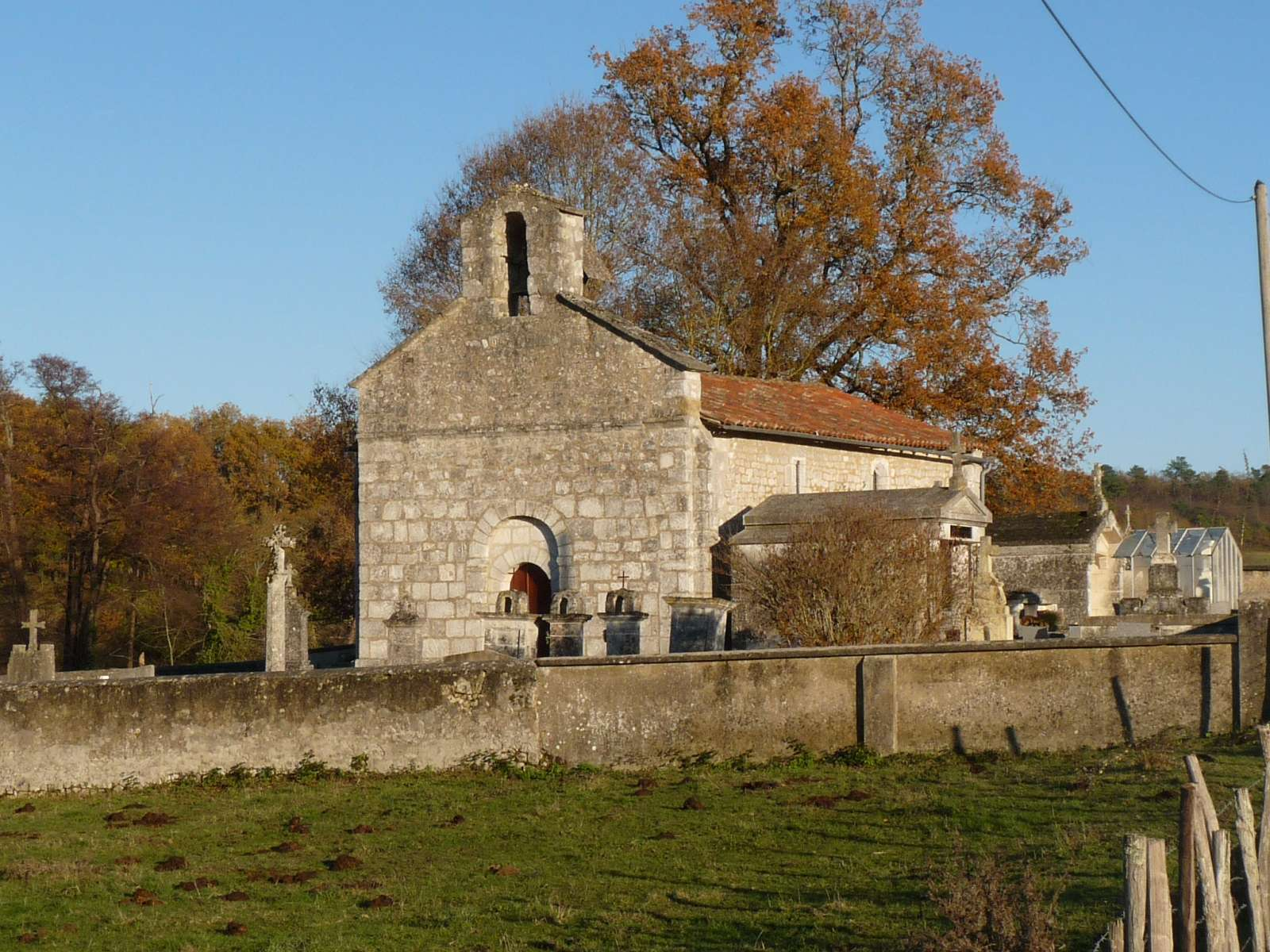
Kirche Saint-Genis
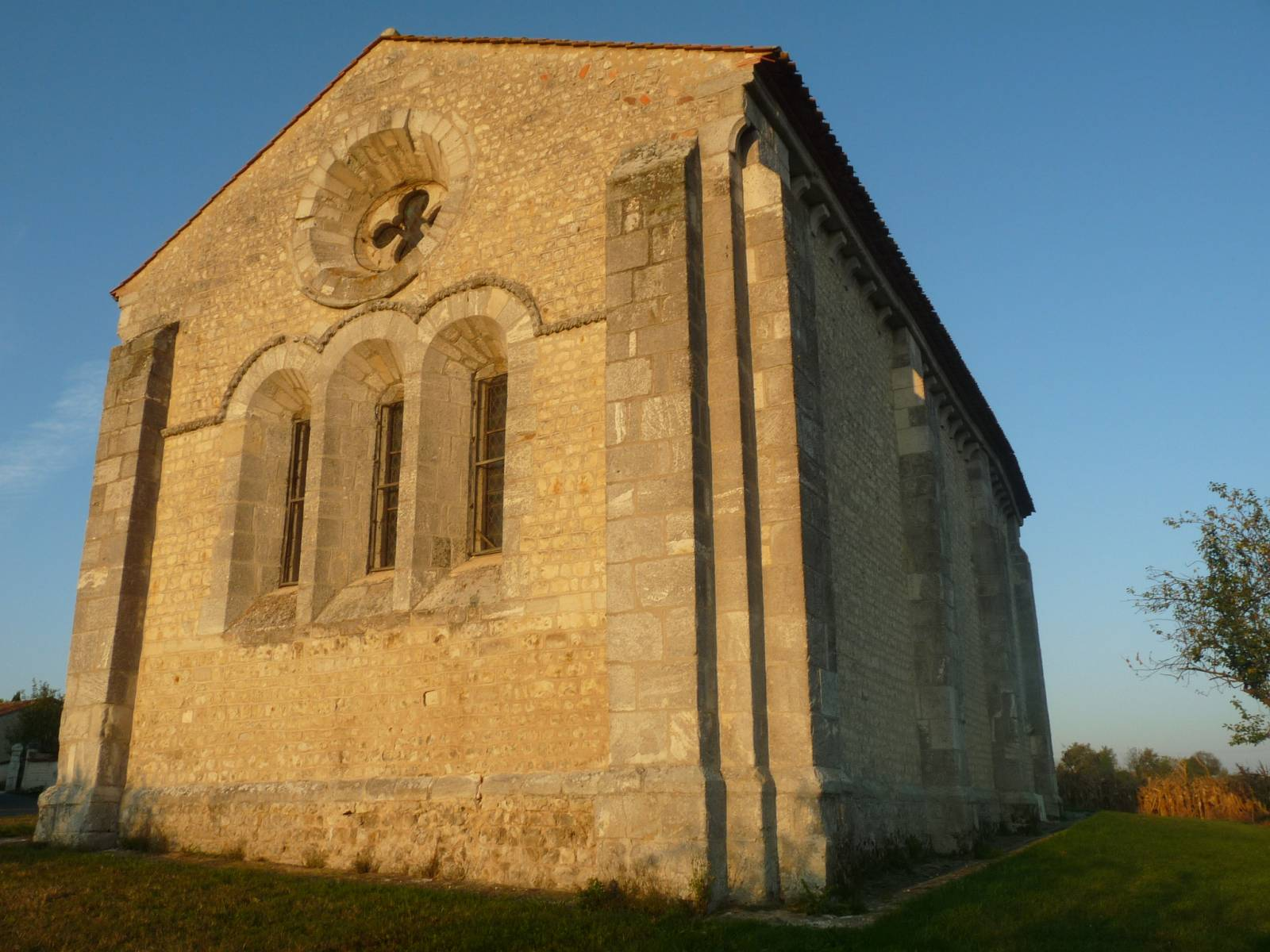
Kapelle der Tempelritter-Komturei